# Bundesautobahn 21
Pour les articles homonymes, voir A21.
L'autoroute allemande 21 (Bundesautobahn 21 en allemand et BAB 21 ou A 21 en abrégé) est une autoroute située en Allemagne. Elle mesure 52 km.